# Dryopteris zygoparentalis
Dryopteris zygoparentalis är en träjonväxtart som beskrevs av Fraser-jenk. Dryopteris zygoparentalis ingår i släktet Dryopteris och familjen Dryopteridaceae. Inga underarter finns listade.